# Даніела Ескобар
Даніела Ескобар Дункан (порт. Daniela Escobar Duncan, нар. 16 січня 1969, Сан-Боржа, Ріу-Ґранді-ду-Сул, Бразилія) — бразильська актриса, телеведуча та актриса озвучування.

## Біографія
Ескобар народилася в Сан-Боржа, штат Ріу-Гранді-ду-Сул, Бразилія. У віці десяти років вона переїхала з родиною в Порту-Алегрі, Бразилія. Її батько Жоао Карлос Ескобар є корпоративним юристом і письменником, а мати Люсія Яра Татш — вчителем англійської мови. Походження Ескобар включає німецьке, австрійське і португальське коріння.

## Кар'єра
Ескобар почала свою акторську кар'єру в Ріо-де-Жанейро у віці 19 років. У 1990 році вона вперше з'явилася на телебаченні.
З 1994 по 2015 рік за контрактом знімалася в безлічі популярних телешоу для TV Globo Brasil.
Даніела з'явилася у більш ніж 25 серіалах. Найбільш відомою є її роль в телесеріалі «Клон» 2001 року, де вона зіграла матір, яка страждає та намагається повернути довіру своєї наркозалежної доньки.
В 2005 році вона знялася в мильній опері «Америка».
У 2010 році Ескобар повернулася до театру разом із актором Даніелем де Олівейра в суперечливій драмі «400 проти 1 — Uma História do Crime Organizado», історії про піднесення злочинної організації Commando Vermelho. Режисер фільму — Како Соуза.
У 2011 році Ескобар знялася в епізодичній ролі в останніх серіях телесеріалу Ti Ti Ti Daguilene.
Даніелу також можна побачити в телесеріалі 18h, «A Vida da Gente», де вона грає Сюзану, прийомну матір персонажа Аліси, роль якої виконує актриса Стефані Бріту.
В 2013 році вийшов на екрани телесеріал «Flor do Caribe», у якому Ескобар зіграла біолога Наталію.
В 2017 році Ескобар підписала контракт з RecordTV на роль Анджели в «Апокаліпсисі».

## Особисте життя
Ескобар вийшла заміж за бразильського режисера кіно і телебачення Жайме Монжардіма. У них є син Андре Матараццо, який також став актором.
Монжардім і Ескобар розлучилися в 2003 році. Згодом Ескобар вийшла заміж за бізнесмена Марсело Волнера в 2009 році, але розлучилася з ним в 2010 році.

## Фільмографія

### Телебачення
| Рік      | Назва                      | Роль                         | Примітка                              |
| -------- | -------------------------- | ---------------------------- | ------------------------------------- |
| 1992 рік | Você Decide                | Патрісія                     | Епізод: «Табу»                        |
| 1994 рік | Мадона де Седро            | Лаура                        |                                       |
| 1994 рік | Tropicaliente              | Береніс                      |                                       |
| 1995 рік | Ідаде да Лоба              | Габі                         |                                       |
| 1996 рік | Анжу де Мім                | Тереза                       |                                       |
| 1997 рік | Você Decide                |                              | Епізод: «O Sósia»                     |
| 1998 рік | Você Decide                | Лаура                        | Епізод: «Лаура»                       |
| 1999 рік | Чікінья Гонзага            | Амалія                       |                                       |
| 2000 рік | Você Decide                | Марлен                       | Епізод: «Mania de Casar»              |
| 2000 рік | Aquarela do Brasil         | Белла Ландау                 |                                       |
| 2000 рік | Супербоніта                | Ведучий                      | 2000–2005 роки                        |
| 2001 рік | Брава Генте                | Люсіла                       | Епізод: «Соната»                      |
| 2001 рік | Клон                       | Маїза Ферраз                 |                                       |
| 2003 рік | A Casa das Sete Mulheres   | Perpetua                     |                                       |
| 2003 рік | Кубанакан                  | Ванда                        | Епізоди: «27–29 травня 2003»          |
| 2004 рік | Um Só Coração              | Соледад                      |                                       |
| 2004 рік | Діариста                   | Софія                        | Епізод: «Aquele com a Volta da Sósia» |
| 2005 рік | Америка                    | Ірен Вілла Нова              |                                       |
| 2005 рік | Dança dos Famosos 1        | Учасник                      | Реаліті-шоу Dominão do Faustão        |
| 2006 рік | Діариста                   | Соня                         | Епізод: «Aquele do Papagaio»          |
| 2007 рік | O Segredo da Princesa Lili | Ірвана                       | Особливе закінчення року              |
| 2008 рік | Dicas de um Sedutor        | Олівія                       | Епізод: «Amor Não Tem Idade»          |
| 2011 рік | Ті Ті Ті                   | Дагілен Олівейра / Памела    | Запрошений гість                      |
| 2011 рік | A Vida da Gente            | Сюзана Ібарра Мораес         |                                       |
| 2013 рік | Флор до Карібе             | Наталія Фонсека              |                                       |
| 2015 рік | Amor secreto               | Ірен Гутьєррес В'єльма       | Бразильський озвучення                |
| 2016 рік | Гарота да Мото             | Бернарда Салес де Альбукерке | 1 сезон                               |
| 2017 рік | Апокаліпсис                | Анхела Менезес               |                                       |

### Фільми
| рік      | плівка                                          | Кредит         | Примітки               |
| -------- | ----------------------------------------------- | -------------- | ---------------------- |
| 1996 рік | Рітінья                                         | Рітінья        | Короткометражний фільм |
| 2004 рік | Віда де Меніна                                  | Кароліна       |                        |
| 2005 рік | Jogo Subterrâneo                                | Таня           |                        |
| 2005 рік | Diário de um Novo Mundo                         | Донья Марія    |                        |
| 2006 рік | O Dono do Mar                                   | Камборіна      |                        |
| 2010 рік | 400 Contra 1 — Uma História do Crime Organizado | Тереза         |                        |
| 2016 рік | Холодний                                        | Брітні         |                        |
| 2016 рік | Інший назавжди                                  | Аліса          |                        |
| 2017 рік | Зітри мене                                      | Хелена (голос) | Короткий фільм         |
| 2017 рік | У пошуках Йозефа                                |                |                        |
| 2017 рік | димінута                                        | др. Анна       |                        |